# Jordan z Saksonii
Jordan z Saksonii (ur. pod koniec XII w. w Borgberge k. Paderborn w Westfalii, zm. 13 lutego 1237 na Morzu Śródziemnym) – dominikanin (OP), następca Św. Dominika na stanowisku generała zakonu (1222-1237), błogosławiony Kościoła rzymskokatolickiego.

## Biogram
Studiował teologię (bakalaureat) i sztuki wyzwolone (magister) w Paryżu. Tam, 12 lutego 1220, wstąpił do zakonu, otrzymując habit z rąk bł. Reginalda z Orleanu. Na Wielkanoc tegoż roku wziął udział w obradach kapituły generalnej w Bolonii, podczas której doszło do zredagowania pierwszych dominikańskich konstytucji. Rok później, w 1221, został mianowany prowincjałem w Lombardii. 22 maja 1222 roku (na kapitule generalnej w Paryżu) przejął kierowanie zakonem po śmierci Św. Dominika, którego zresztą znał osobiście.
Jako przełożony kontynuował dzieło założyciela zgromadzenia, często wizytując klasztory, prowadząc z nimi intensywną korespondencję i organizując przyklasztorne szkoły teologiczne. Zasłynął jako kaznodzieja – jedno z jego kazań skłoniło Alberta Wielkiego do przystąpienia do dominikanów. W ciągu 15 lat swoich rządów z 30 konwentów pomnożył liczbę domów zakonnych do 300, a liczbę współbraci z 300 powiększył do 4000. Doprowadził do rozwoju zakonu i jego ekspansji w Niemczech, Szwajcarii oraz Danii. Dużo podróżował po Francji i Italii, był również z wizytą w Oksfordzie. Patronował i współorganizował działalność misyjną zakonu – w Maroku, w Mezopotamii, w Ziemi Świętej, u Kumanów. Politycznie zawsze wierny papiestwu, w zależności od stosunków pomiędzy tym ostatnim a cesarzem Fryderykiem II, ukierunkowywał działalność kaznodziejską zakonu albo przeciw niemu, albo w kierunku wspierającym jego poczynania.
Zginął w katastrofie morskiej u wybrzeży Syrii, kiedy wracał z Ziemi Świętej, gdzie wizytował prowincję. Jego ciało zostało wyrzucone na brzeg i pochowane w Akce, w tamtejszym klasztorze dominikanów.

## Jordan a Diana Andalò
Jordan poznał Dianę Andalò w 1222, będąc już prowincjałem Lombardii. W sierpniu 1223 Diana przyjęła z rąk Jordana habit dominikański i zamieszkała w klasztorze w Bolonii. Jordan napisał do Diany blisko 50 listów w latach 1222–1236.

## Twórczość pisarska
Poza działalnością epistolarną, która obejmuje ponad pół setki zachowanych listów, Jordan był również autorem Libellus de principiis Ordinis Prædicatorum (Książeczka o początkach Zakonu Kaznodziejów), które do dziś pozostaje głównym źródłem informacji o życiu Św. Dominika i początkach dominikanów.

## Kult
Kult Jordana z Saksonii zatwierdził papież Leon XII 10 maja 1826. Jego wspomnienie liturgiczne obchodzone jest za nowym Martyrologium Rzymskim 13 lutego.